# Nacionalna futbolna divizija 1939-1940
La Nacionalna futbolna divizija 1939-1940 fu la 16ª edizione della massima serie del campionato di calcio bulgaro, conclusa con la vittoria del Lokomotiv Sofia, al suo primo titolo.

## Formula
Come nella stagione precedente le squadre partecipanti furono dieci e disputarono un girone di andata e ritorno per un totale di 18 partite.
Le ultime due furono retrocesse nei campionati regionali.

## Squadre partecipanti
| Squadra            | Città   | Stadio | Posizione 1938-1939  |
| ------------------ | ------- | ------ | -------------------- |
| Vladislav Varna    | Varna   |        | 2°                   |
| Tiča Varna         | Varna   |        | 3°                   |
| Levski Ruse        | Ruse    |        | 7°                   |
| Šipka Sofia        | Sofia   |        | 9°                   |
| FK 13 Sofia        | Sofia   |        | 8°                   |
| Slavia Sofia       | Sofia   |        | Campione di Bulgaria |
| Levski Sofia       | Sofia   |        | 6°                   |
| Sportsclub Plovdiv | Plovdiv |        | 5°                   |
| ŽSK Sofia          | Sofia   |        | Girone regionale     |
| AS 23 Sofia        | Sofia   |        | 4°                   |

## Classifica finale
| Pos. | Squadra           | G  | V  | N | P  | GF | GS | Punti |
| ---- | ----------------- | -- | -- | - | -- | -- | -- | ----- |
| 1    | ŽSK Sofia         | 18 | 10 | 3 | 5  | 31 | 27 | 23    |
| 2    | Levski Sofia      | 18 | 9  | 4 | 5  | 29 | 18 | 22    |
| 3    | Slavia Sofia      | 18 | 9  | 4 | 5  | 30 | 20 | 22    |
| 4    | AS 23 Sofia       | 18 | 9  | 2 | 7  | 41 | 27 | 20    |
| 5    | FK 13 Sofia       | 18 | 6  | 7 | 5  | 37 | 29 | 19    |
| 6    | Šipka Sofia       | 18 | 7  | 3 | 8  | 25 | 27 | 17    |
| 7    | Tiča Varna        | 18 | 6  | 5 | 7  | 17 | 24 | 17    |
| 8    | Sportclub Plovdiv | 18 | 4  | 9 | 5  | 17 | 24 | 17    |
| 9    | Levski Ruse       | 18 | 4  | 4 | 10 | 13 | 27 | 12    |
| 10   | Vladislav Varna   | 18 | 3  | 5 | 10 | 14 | 31 | 11    |

Nota: retrocessioni implicitamente non applicate per abolizione del girone unico.